# Postal (film)
 (mars 2017).
Si vous disposez d'ouvrages ou d'articles de référence ou si vous connaissez des sites web de qualité traitant du thème abordé ici, merci de compléter l'article en donnant les références utiles à sa vérifiabilité et en les liant à la section « Notes et références ».
Pour plus de détails, voir Fiche technique et Distribution.
Postal est un film américano-germano-canadien réalisé en 2007 par Uwe Boll et tourné à Cloverdale (Colombie-Britannique). Il est basé sur le jeu vidéo Postal² sorti en 2003.
Postal a été présenté à Montréal le 22 juillet 2007 pour le Fantasia Festival.[réf. nécessaire] Des bandes-annonces du film ont été publiées sur YouTube et sur le site officiel du film.
Ces bandes-annonces ont causé beaucoup de polémiques, entre autres à cause de la reconstitution du crash d'un avion sur la tour sud du World Trade Center le 11 septembre 2001.
Il a été plus tard révélé que cette scène était l'ouverture du film, où deux des terroristes (l'un d'eux joué par Merik Tadros, qui apparaît également dans le film de Steven Spielberg Munich, dans lequel il joue un des ravisseurs) pensent que leur marché avec Ben Laden pour les « 99 perfect virgins » (référence aux 72 vierges du Paradis de l'Islam) n'est plus équitable, ce en raison du manque de ressources dû au trop grand nombre de martyrs. Ils décident alors de dévier l'avion vers les Bahamas, mais les passagers tentent d'en prendre le contrôle et finissent par conduire l'avion dans une des tours.
Dans son séminaire à Breakpoint 2007, Boll a dit qu'il allait probablement se retrouver en prison pour Postal et a affirmé qu'il voulait faire « un film aussi drôle qu'un Monty Python ». [réf. nécessaire]

## Synopsis
Postal raconte l'histoire d'un homme apparemment sans histoires qui a des problèmes d'argent. Il essaye de se faire embaucher mais sa candidature est refusée.
Il demande à son ami Oncle Dave — gourou d'une secte, il a écrit sa propre version de la Bible — de lui prêter de l'argent. En retour Oncle Dave lui propose de faire main-basse sur la dernière cargaison d'une peluche devenue rarissime : les Koukougnettes. Malheureusement un groupe islamiste mené par Ben Laden en personne veut lui aussi s'approprier cette cargaison et faire s'abattre une grande plaie sur les Américains…

## Fiche technique
- Genre : comédie
- Public : interdit aux moins de 12 ans

## Distribution
- Zack Ward (VF : Alexis Victor) : Postal Dude
- Dave Foley (VF : Jean-François Vlérick) : oncle Dave
- Chris Coppola : Richard
- Michael Benyaer : Mohammed
- Jackie Tohn : Faith
- Erick Avari : Habib
- Ralf Moeller : officier John
- Chris Spencer : officier Greg
- Seymour Cassel : Paul
- David Huddleston : Peter
- Verne Troyer
- Uwe Boll
- Vince Desiderio
- Larry Thomas : Oussama ben Laden
- Michaela Mann : Jenny
- Lorielle New : Starr
- Holly Eglington : Karen
- Lucie Guest : Cindy
- J. K. Simmons : candidat Wells
- Brent Mendenhall : George W. Bush
- Carrie Genzel : reporter Gayle
- Michael Paré : Panhandler

## Réception et box-office
Le film est sorti en salles dans deux pays. Il est sorti le 27 octobre 2007 en Allemagne avec un chiffre d'exploitation total de 133 568 dollars pour 48 salles, au 11 novembre. En Autriche, il a fait 5 165 dollars en deux semaines. Au 9 décembre 2007, le résultat mondial d'exploitation en salles est de 141 783 dollars [réf. nécessaire]

## Autour du film
- Uwe Boll fait une apparition dans le film, jouant un « Mini-Nazi » ouvrant un « Mini-Auschwitz », palace divertissant à Paradise City. Dans une scène dans le parc d'attractions, il dit que ses films sont financés par l'argent nazi (en réponse à une accusation sur le net).

- Verne Troyer prête sa voix aux Koukougnettes pour le dessin animé. [réf. nécessaire]